# هضم خلوي
الهضم الخلوي  أو هضم خارج الخلية كل كائن حي يحتاج الطاقة ليكون في نشاط.
والحصول على هذه الطاقة (التي تكون على شكل جزيئات قبل ان تصبح طاقة) يكون من البيئة المحيطة . الخلايا لا تقوم فقط بالحصول على الجزيئات من البيئة المحيطة بها لكنها ايضاً تحطمها. والذي يعرف بالهضم الخلوي .
الهضم الخلوي هو تحطيم الجزيئات داخل cytoplasm الخلية . وبالتفصيل، البلعمة هي الحصول على جزيئات الطعام وهضمها داخل حويصلة. على سبيل المثال، فهذه الجزيئات تدخل lysosome حاملة معها الانزيمات الهاضمة مكونة ما يسمى phagolysosome بعدها تهضم بواسطة انزيماتlysosome .
والهضم الخلوي يمكن ان يشير ايضاً إلى عملية تحدث داخل الكائنات التي تفتقر إلى جهاز هضمي، والذي تُحضر فيه الجزيئات إلى داخل الخلايا لتهضمها للحصول على الطاقة اللازمة. هذا النوع من الهضم الخلوي يحدث في العديد من الاوليات وحيدة الخلية - مثل pycnogondia - ، وفي الرخويات، وذوات الخلايا اللاسعة - وهي شعبة من اللافقاريات البحرية -، وفي الاسفنجيات .
الهضم الخلوي يمكن ان يشير ايضاً إلى عملية تحدث داخل الكائنات التي تفتقر إلى الجهاز الهضمي، تُحضر فيها جزيئات الطعام إلى داخل الخلايا لتهضمها لتحصل على التغذية اللازمة، هذا النوع من الهضم الخلوي يحدث في العديد من الأوليات وحيدة الخلية - مثل pycnogondia - وفي بعض الرخويات، وذوات الخلايا اللاسعة - وهي شعبة من اللافقاريات البحرية - ، وفي الإسفنجيات .
وهناك نوع اخر من الهضم وهو الهضم خارج الخلية ويحدث في كائن يسمى الحسيكة(amphioxus ) - وهو حيوان بحري بدائي - الذي يهضم خارج الخلية وداخلها .